# Fourcade Abasse
Pas d'image ? Cliquez ici

a Compétitions nationales et continentales officielles uniquement.

b Matchs officiels uniquement.
Fourcade Abasse, né le 21 novembre 1979, est un joueur de rugby à XIII français évoluant au poste d'ailier dans les années 1990 et 2000.
Présélectionné pour les championnats de France d'Athlétisme, il découvre le rugby à XIII sur le tard en rejoignant le club de Saint-Martin-de-Crau (13). En 1999, à l'instar de Bouatou Coulibaly venu de Corbeil, il rejoint le club de Saint-Gaudens avec lequel il remporte le  Championnat de France en 2004. Ses prestations en club l'amènent à être sélectionné en équipe de France entre 2000 et 20004 prenant part à la Coupe d'Europe des nations en 2003 et 2004, et en prenant part à l'édition 2000 de la Coupe du monde sans toutefois disputer de rencontre à cette occasion.

## Palmarès
- Collectif :
  - Vainqueur du Championnat de France : 2004 (Saint-Gaudens).
  - Finaliste de la Coupe d'Europe des nations : 2004 (France).
  - Finaliste du Championnat de France : 2003 (Saint-Gaudens).

### En sélection

#### Détails en sélection
| 1. | 30 novembre 2002  | Nouvelle-Zélande | 10-36 | Test-match     | Ailier | - | - | - | - |
| 2. | 1er novembre 2003 | Irlande          | 26-18 | Coupe d'Europe | Ailier | - | - | - | - |
| 3. | 9 novembre 2003   | Écosse           | 6-8   | Coupe d'Europe | Ailier | - | - | - | - |
| 4. | 16 novembre 2003  | Angleterre       | 6-68  | Coupe d'Europe | Ailier | - | - | - | - |
| 5. | 16 octobre 2004   | Russie           | 58-10 | Coupe d'Europe | Ailier | 8 | 2 | - | - |
| 6. | 30 octobre 2004   | Angleterre       | 4-42  | Coupe d'Europe | Ailier | - | - | - | - |